# Mytentjärnen
Mytentjärnen är en sjö i Bergs kommun i Jämtland och ingår i Ljungans huvudavrinningsområde.